# Giuseppe Tramarollo
Giuseppe Tramarollo (Padova, 6 gennaio 1910 – Pavia, 21 gennaio 1985) è stato uno storico, politologo e attivista italiano.

## Biografia
Nasce da Ida Lendinara e Silvio Tramarollo, agente di commercio e dirigente aziendale, e si trasferisce con la famiglia a Milano. Laureatosi all'Università degli Studi di Milano con una tesi su Il primo quotidiano di Mazzini, è stato docente di lettere nei licei classici (prima a Vicenza e Brescia, e poi per oltre venti anni presso il Liceo Classico G. Carducci di Milano).
Durante la Resistenza svolse attività antifascista. Dal 1949 al 1952 è stato direttore dell'Università Commerciale "Milziade Tirandi" di Brescia (primo nucleo di quella che nel 1984 diventerà l'Università degli Studi di Brescia), nel 1961-1962 è stato membro della "Commissione governativa dei 19 per il problema dell'Alto Adige".
Simpatizzante del Partito Repubblicano Italiano, dal 1961 al 1985 è stato presidente dell'Associazione mazziniana italiana. Molto attivo come storico del pensiero mazziniano, ha scritto numerosi saggi su Mazzini, Cattaneo ed altri personaggi del Risorgimento.
Molto attivo in campo europeista, è stato inoltre a lungo vicepresidente nazionale ed europeo dell'Association européenne des enseignants (AEDE), che in suo onore ha istituito un premio a lui intitolato.
È stato anche presidente della Società per la pace e la giustizia internazionale, una istituzione fondata dal premio Nobel per la Pace Ernesto Teodoro Moneta, nonché presidente della Lega italiana per i diritti dell'uomo (LIDU), presidente dell'Unione democratica amici d'Israele (UDAI), vicepresidente della sezione italiana della "Ligue internationale pour l'enseignement, l'education et la culture populaire" e consigliere della sezione di Milano della Società italiana per l'organizzazione internazionale (SIOI).
Viene sepolto nella tomba familiare al cimitero di Lambrate. Oltre un mese dopo la sua morte, la sua figura è stata celebrata, tra l'altro, con una solenne commemorazione tenuta dal sindaco di Milano a palazzo Marino.